# Jan Schäffer
Jan Schäffer (* 3. Mai 1990 in Nürnberg) ist ein deutscher Handballspieler. Er ist Kreisläufer beim HSC 2000 Coburg.
Jan Schäffer spielte bis zur B-Jugend beim Tuspo Nürnberg. Im Sommer 2006 wechselte der Kreisläufer in die A-Jugend des HC Erlangen. 2011 wechselte Schäffer zum Drittligisten DJK Rimpar Wölfe, mit dem er 2012 in die 2. Handball-Bundesliga aufstieg. Gleichzeitig machte er seinen Master in Maschinenbau.
Im Januar 2018 wechselte er zurück zum HC Erlangen in die Bundesliga. Seit der Saison 2021/22 steht Jan Schäffer beim HSC 2000 Coburg unter Vertrag, der bis 2025 läuft.
Parallel dazu arbeitet Schäffer als Projektingenieur für Automatisierung.

## Bundesligabilanz
| Saison  | Verein          | Spielklasse   | Spiele | Tore | 7-Meter | Wurfquote |
| ------- | --------------- | ------------- | ------ | ---- | ------- | --------- |
| 2018/19 | HC Erlangen     | 1. Bundesliga | 34     | 47   | 0       | 70,15 %   |
| 2019/20 | HC Erlangen     | 1. Bundesliga | 26     | 21   | 0       | 72,41%    |
| 2020/21 | HC Erlangen     | 1. Bundesliga | 38     | 32   | 0       | 78,05%    |
| 2021/22 | HSC 2000 Coburg | 2. Bundesliga | 37     | 59   | 0       | 71,95 %   |
| 2022/23 | HSC 2000 Coburg | 2. Bundesliga | 32     | 72   | 0       | 80,0 %    |